# Chemical World
Singles de Blur
For Tomorrow Sunday Sunday
Chemical world est le sixième single de Blur, extrait de l'album Modern Life Is Rubbish.

## Liste des titres
- CD1 (CDFOODS45)

Live au Glastonbury Festival, 1992
1. Chemical world (Langer and Winstanley remix)
2. Never clever (live)
3. Pressure on Julian (live)
4. Come together (live)

CD2 (CDFOOD45)
1. Chemical world
2. Es schmecht
3. Young & lovely
4. My ark

- 12″ (12FOOD45)

1. Chemical world
2. Es schmecht
3. Young & lovely
4. My ark

- 7″ (FOODS45)

1. Chemical world
2. Maggie May (Rod Stewart cover)